# Centre de ressources biologiques
Pour les articles homonymes, voir CRB.
Le terme de centres de ressources biologiques (CRB) est apparu formellement en 1999 à l’issue du travail de l’OCDE sur les ressources biologiques. Selon la définition de l'OCDE, les centres de ressources biologiques sont un élément essentiel de l'infrastructure sur laquelle s'appuient les biotechnologies.
Ces recommandations initiées par l'OCDE concernent les organismes détenant des ressources biologiques et leurs données associées que celles-ci soient d’origine végétale, microbienne, animale ou humaine et dont le rôle principal est de mettre à disposition de la recherche scientifique et biotechnologique des bio-ressources de qualité. 

## Historique
Les premières banques d'échantillon, en particulier les banques d’échantillons humains bien que très précieuses pour la recherche médicale, ont malheureusement été souvent constituées et gérées dans de mauvaises conditions,, faute de moyens, de contrôle et de formation spécifique.
Aujourd'hui, ces infrastructures sont de plus en plus organisées, surveillées et reconnues, tant au niveau national qu'international, ce qui leur permet d'assumer leurs activités et d'être un véritable partenaire de la recherche scientifique.
Les CRB sont ainsi le résultat d'une longue évolution des pratiques qui a permis d'organiser de façon de plus en plus professionnelle les activités de recueil, préparation, mise en collection, conservation et diffusion de ressources biologiques d'origines animale, microbienne ou végétale. 
Cette professionnalisation est une réponse d'une part à la demande grandissante d'utilisation des échantillons et de leurs données associées par les acteurs de la recherche fondamentale et appliquée et, d'autre part, au besoin de transparence et d'encadrement de ces activités d'autant plus importants qu'il s'agît de manipulation et d'utilisation d'éléments du corps humain ou d'échanges de ressources végétales dans le cadre de la réglementation internationale (Traité International de la FAO...).

## Composition
Les centres de ressources biologiques se composent de centres de conservation de cellules vivantes, de semences animales ou végétales, de variétés végétales ou du génome de divers organismes, et d'information sur l'hérédité et les fonctions des systèmes biologiques, ainsi que des services associés et des prestataires de services. Les biobanques sont des pièces maîtresses de ces infrastructures. Les CRB détiennent des collections d'organismes cultivables (micro-organismes, cellules végétales, animales et humaines, plantes par exemple), des parties réplicables de ces organismes (par exemple génome, plasmides, virus, ADNc), des organismes, des cellules et des tissus viables mais pas encore cultivables, ainsi que des bases de données contenant des informations moléculaires, physiologiques et structurales sur ces collections, et la bioinformatique qui leur est associée.

## Applications
Les organismes concernés peuvent détenir des ressources d’origine diverses - végétale, microbienne, animale ou humaine. 
Ces infrastructures peuvent donc se déployer différemment en fonction du domaine d'application (agriculture, santé...), et des environnements juridiques locaux.

## Qualité et accès aux données
Les CRB doivent satisfaire à des critères élevés de qualité et d'expertise exigés par la communauté internationale des chercheurs et par les industriels. Ces critères peuvent varier en fonction du type de ressources biologiques.
Ils doivent en outre assurer l'accès aux ressources biologiques.

## Normalisation et réglementation
Les évolutions de ces dernières années portent sur les contrôles associés à ces infrastructures.  La première évolution est de nature réglementaire. La deuxième évolution porte sur une dynamique volontaire de certification concernant le management de la qualité des CRB, s'appuyant sur des référentiels normatifs ou standardisés.

### En France
Cette appellation de CRB a été entérinée en France avec la création du Comité Consultatif des CRB le 22 février 2001 par le Ministre chargé de la Recherche. 
En jouant un rôle d’exégète, il est possible d’avancer l’idée que cette activité de CRB en santé humaine est à superposer avec celle réglementée par le code de la santé publique en son article L 1243-4, qui sans les nommer (banque, biothèque ou CRB) a pour vocation de contrôler les « organismes assurant la conservation et la préparation de tissus et cellules du corps humain en vue de leur cession ».
Une dynamique obligatoire d'autorisation de ces infrastructures par le Ministère chargé de la recherche a été introduite par l'article L 1243-4 du Code de la santé publique. Cette autorisation est devenue effective depuis le 10 août 2007 avec la parution du décret no 2007-1220 et de l'arrêté du 16 août 2007 fixant le modèle de dossier accompagnant la demande d'autorisation.
La norme française NF S 96-900 "Qualité des Centres de ressources biologiques" a été publié en juin 2008 pour les CRB humains et micro-organismes, et étendue aux CRB animaux et végétaux au mois d'aout 2011. Dans la même philosophie que la norme ISO 9001, elle couvre les exigences d'un management qualité en fonction des obligations "métier" concernant la gestion des collections. 
Les CRB sont donc engagés dans une dynamique de certification ce qui leur permet d'afficher leur organisation et la surveillance de la qualité des ressources biologiques.

## Réseaux d'acteurs
Au travers de ces deux évolutions, les acteurs à tous les échelons - local, national, international - se structurent.
En France, des réseaux nationaux des CRB se sont constitués. Ses membres peuvent ainsi prétendre à participer à des actions nationales (mise en place de réseaux thématiques focalisés sur une pathologie, participation à des centres d'excellence) voire internationales (participation à des programmes européens, participation au réseau européen des biobanques BBMRI...).
Des programmes de recherche européens se déploient également. 
Citons EMbaRC (European Consortium of Microbial Resource Centres), un Consortium européen des centres de ressources microbiologiques, lancé en mars 2009, visant notamment à harmoniser les systèmes de conservation et d’identification des bactéries et champignons microscopiques entre les différents pays d’Europe, à développer des banques d’ADN et à renforcer la biosécurité.

## Droits et éthique
Connus et reconnus, les CRB peuvent jouer pleinement leurs rôles en se portant garant des droits de toutes les parties intervenantes, en particulier pour les ressources biologiques d'origine humaines. 
Une place importante est ainsi réservée aux critères éthiques : les échantillons et données réunis en banque de données sont-ils obtenus d'une part avec le consentement des donneurs et d'autre part dans le respect de leur vie privée ?  
Les personnes dont sont issues les ressources biologiques (patients ou sujets sains) seront assurées 
- d'une gestion des consentements leur permettant de modifier, voire de révoquer leur consentement,
- du maintien de la confidentialité des données,
- d'une gestion contrôlée des cessions tenant compte aussi bien des consentements que de la justification scientifique et éthique des projets de recherche,
- d'un retour d'information générale et individuelle (dans le cas où des résultats scientifiques pourraient influencer la prise en charge médicale de la personne) grâce à la gestion de la traçabilité de toute ressource biologique.

Les déposants des collections (médecins, chercheurs, sociétés privées...) pourront bénéficier d'une gestion de leurs collections et d'une conservation hautement sécurisée, tout en sachant que 
- leur droit de priorité d'utilisation des collections sera respecté,
- l'utilisation des collections par d'autres équipes de recherche sera contrôlée et apportera des opportunités de collaborations scientifiques,
- la valeur des collections pourra être enrichie par la fusion avec d'autres collections (pour augmenter la masse critique) et par l'apport de nouveaux résultats scientifiques.

Les chercheurs utilisateurs trouveront auprès des CRB:
- une information, via un catalogue, des collections disponibles,
- un accès rapide à des collections de qualité, y compris via un réseau de CRB,
- une garantie de confidentialité par rapport à leurs travaux,
- des possibilités de prestations de services y compris parfois l'accès à des plates-formes hautement spécialisées (génotypage, protéomique, séquençage etc).

La société au travers de cette organisation s'assure :
- d'un contrôle des infrastructures qui gère des ressources biologiques
- du contrôle économique des coûts engendrés par la gestion de ces échantillons
- de la traçabilité des mouvements de collections et ressources biologiques pouvant présenter un danger